# Vine Hill
Vine Hill és una concentració de població designada pel cens dels Estats Units a l'estat de Califòrnia. Segons el cens del 2000 tenia 3.260 habitants.

## Demografia
Segons el cens del 2000, Vine Hill tenia 3.260 habitants, 1.144 habitatges, i 814 famílies. La densitat de població era de 269,5 habitants/km².
Dels 1.144 habitatges en un 36,3% hi vivien nens de menys de 18 anys, en un 49% hi vivien parelles casades, en un 15,6% dones solteres, i en un 28,8% no eren unitats familiars. En el 20,6% dels habitatges hi vivien persones soles el 4,8% de les quals corresponia a persones de 65 anys o més que vivien soles. El nombre mitjà de persones vivint en cada habitatge era de 2,83 i el nombre mitjà de persones que vivien en cada família era de 3,25.
Per edats la població es repartia de la següent manera: un 26,9% tenia menys de 18 anys, un 9,2% entre 18 i 24, un 33,1% entre 25 i 44, un 22,9% de 45 a 60 i un 7,9% 65 anys o més.
L'edat mediana era de 34 anys. Per cada 100 dones de 18 o més anys hi havia 102,9 homes.
La renda mediana per habitatge era de 48.125 $ i la renda mediana per família de 53.750 $. Els homes tenien una renda mediana de 38.869 $ mentre que les dones 31.875 $. La renda per capita de la població era de 17.985 $. Entorn del 4,6% de les famílies i el 6,6% de la població estaven per davall del llindar de pobresa.

## Poblacions properes
El següent diagrama mostra les poblacions més properes.